# Michel Bastos
Michel Bastos, född 2 augusti 1983 i Pelotas, är en brasiliansk före detta professionell fotbollsspelare.

## Klubblagskarriär
Bastos inledde sin fotbollskarriär i den lokala klubben Esporte Clube Pelotas där han spelade mellan 1994 och 2001 innan han flyttade till Nederländerna och skrev på för Feyenoord. Säsongen 2002-2003 var han utlånad till Excelsior där han spelade 28 ligamatcher. År 2003 återvände han till Brasilien för spel i Atlético Paranaense. Han representerade även de brasilianska klubbarna Grêmio och Figueirense innan han skrev på för franska Lille sommaren 2006.
I Lille spelade Bastos både som vänsterback och vänstermittfältare och säsongen 2008-2009 gjorde han 14 mål på 37 ligamatcher. Han blev nominerad till priset som ligans bästa spelare och uttagen i "årets lag". Efter tre säsonger i Lille köptes Bastos av Lyon sommaren 2009 för 18 miljoner euro.  Under sin första säsong med Lyon gjorde Bastos 10 mål på 32 ligamatcher.

## Landslagskarriär
Den 27 oktober 2009 blev Bastos för första gången uttagen till det brasilianska landslaget inför två träningsmatcher mot England och Oman. Han debuterade sedan i matchen mot England. I maj 2010 blev han uttagen till den brasilianska truppen till VM 2010. I Brasiliens öppningsmatch mot Nordkorea startade Bastos matchen som vänsterback.